# 서산서남초등학교
서산서남초등학교(瑞山瑞南初等學校)는 대한민국 충청남도 서산시에 있는 공립 초등학교이다.

## 연혁
- 2018년 3월 1일 : 개교